# Mourdi (département)
Mourdi est une Département nord-Est du Tchad dans le Province Ennedi-Est , Mourdi est un des cinq départements composant la province de l'Ennedi Est Tchad. Son chef lieu est Djona.  

## Subdivisions
Le département du Mourdi compte quatre sous-préfectures qui ont le statut de communes :
- Djona,
- Aouli,
- Bao-Katchoudan,
- Oura.

## Histoire
Le département du Mourdi a été créé par l'ordonnance n° 038/PR/2018 portant création des unités administratives et des collectivités autonomes du 10 août 2018.

## Administration
Préfets du Mourdi (depuis 2018)
- nd.